# 새벽의 출격 (1938년 영화)
새벽의 출격(The Dawn Patrol)은 미국에서 제작된 에드먼드 굴딩 감독의 1938년 전쟁, 드라마 영화이다. 에롤 플린 등이 주연으로 출연하였다.

## 출연

### 주연
- 에롤 플린
- 배질 라스본
- 데이빗 니븐

## 제작진
- 원작자: 존 몽크 사운더스